# Санча Кастилска (кралица на Арагон)
Санча Кастилска (на каталански: Sança de Castella, на испански: Sancha de Castilla) е кастилска инфанта и кралица на Арагон, съпруга на крал Алфонсо II Арагонски.

## Произход
Санча е родена на 21 септември 1154 г. Тя е единственото оцеляло до зрялост от децата на кастилския крал Алфонсо VII († 1157) и втората му съпруга полската княгиня Рикса († 1185), дъщеря на княз Владислав II.

## Кралица на Арагон
На 18 януари 1174 г. в Сарагоса Санча се омъжва за арагонския крал Алфонсо II.
Санча Кастилска ражда на Алфонсо II Арагонски осем деца:
- Педро II (1176/77 – 1213), крал на Арагон и граф на Барселона;
- Констанса Арагонска († 1222), 1198 съпруга на унгарския крал Имре I († 1204) и 1208 на германския император Фридрих II († 1250);
- Алфонсо II Арагонски († 1209), граф на Прованс;
- Леонор Арагонска († 1226), омъжена за графа на Тулуза Раймон VI († 1222);
- Дулсе, монахиня в Санта Мария в Сихена;
- Рамон
- Фернандо († 1249), абт на Монтеарагон.
- Санча, омъжена 1211 за Раймон VII, граф на Тулуза

В Арагон Санча става известна покровителка на трубадурската поезия. По някое време между нея и съпругът ѝ възниква спор за собствеността върху владенията, които били част от зестрата на Санча. През 1177 г. тя дори насила слага ръка върху някои замъци и крепости в графство Рибагорса, които били собственост на короната.
След смъртта на Алфонсо II Санча е принудена да се оттегли от политическия живот от сина сина си Педро II Арагонски. Така кралицата майка напуска кралския двор и се оттегля в манастира „Санта Мария“ в Сихена, който самата тя основава. Там известно време Санча се радва на присъствието на овдовялата си дъщеря – унгарската кралица Констанса, преди последната да напусне Арагон, за да се ожени за германския император Фридрих II през 1208 г. Санча умира малко след това – на 25 април 1208 г. Погребана е пред олтара на манастирската църква в Сихена.